# Sindrome di Bálint-Holmes
La sindrome di Bálint-Holmes è una sindrome caratterizzata da simultanagnosia (il paziente sa identificare un solo oggetto per volta senza riconoscere quindi un tutto quand'è formato da parti), aprassia oculomotoria (il paziente non sa dirigere intenzionalmente lo sguardo verso un punto) e atassia ottica (il paziente non sa eseguire i movimenti degli arti sotto la guida dello sguardo). Tale sindrome è dovuta a lesioni parieto-occipitali bilaterali.